# Santo Voto
El Santo Voto es una tradición que se celebra en la ciudad de Puertollano (Ciudad Real), cuyo origen se remonta a la Peste Negra que devastó Europa en el siglo XIV. El Santo Voto conmemora las dos promesas, o votos, que el pueblo de Puertollano realizó a perpetuidad a la Virgen María por su intercesión a la hora de salvar a la población de la desaparición a causa de la Peste. Esta tradición se celebra desde entonces cada jueves de la Octava de la Ascensión (el anterior al Domingo de Pentecostés), y consistía en sacrificar 13 vacas, una por cada familia que sobrevivió, para repartir la carne de estas y pan a todos los desfavorecidos de la ciudad.

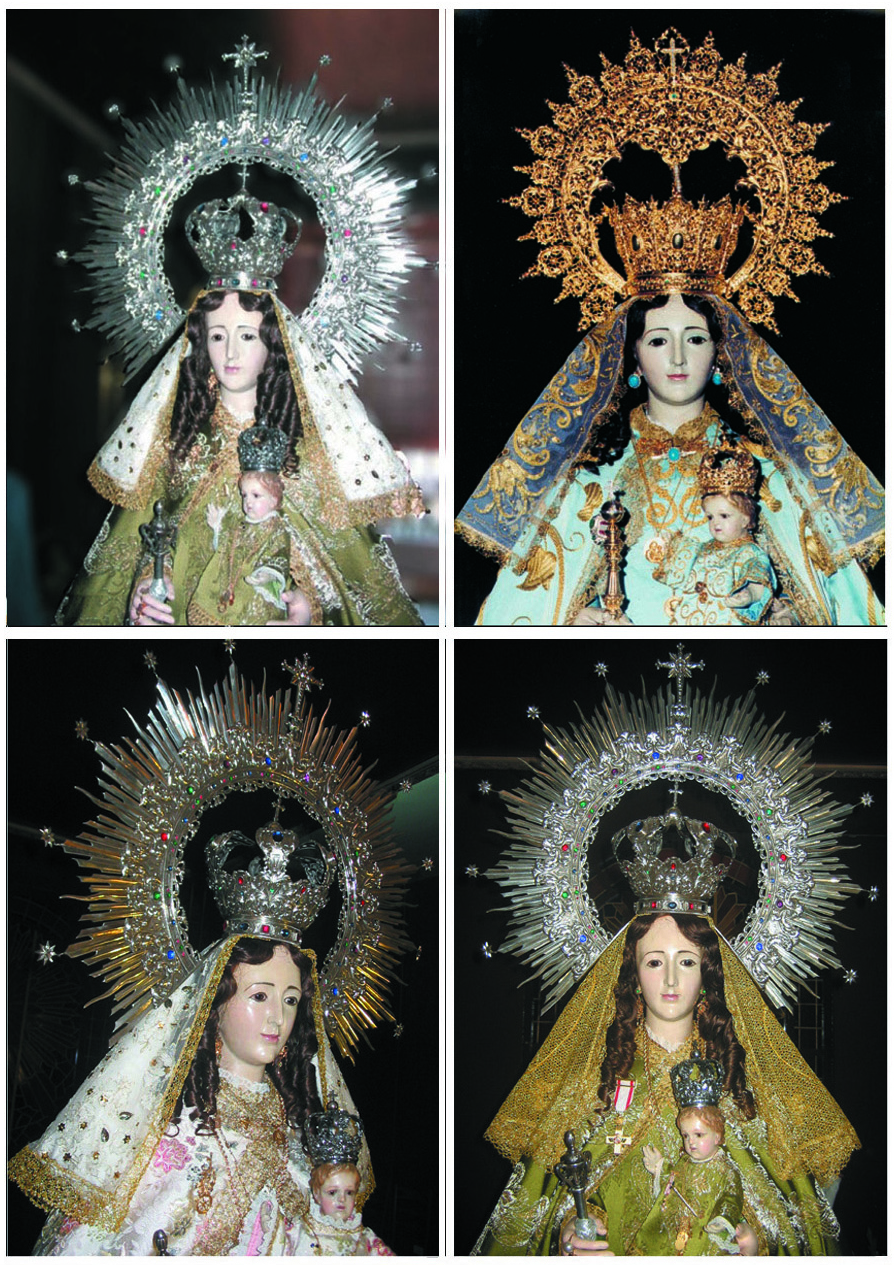
Virgen de Gracia, Patrona de Puertollano. La imagen actual es obra del escultor sevillano Antonio Castillo Lastrucci ya que la anterior talla fue destruida durante la guerra civil española (1931-1936)

## Primer Voto de 1348
El Primer Voto tuvo lugar en el año 1348 cuando la epidemia de Peste Negra que solaba Europa llegó a Puertollano reduciendo su población a 13 familias (75 habitantes en total) que acudieron a la iglesia de Nuestra Señora de la Asunción para pedir la protección de la Virgen María. Las 13 familias pasaron aquella noche en vigilia de oración pidiendo la intercesión de la Virgen para que Dios les librase de la Peste. A partir de aquella vigilia todas las familias quedaron libres del contagio.
Las 13 familias supervivientes prometieron a la Virgen María que si se salvaban de la Peste celebrarían una comida en su honor para todos los pobres de la comarca. La intercesión de la Virgen se hizo patente y los vecinos cumplieron el Voto prometido. Desde aquel momento se adoptó la advocación de Virgen de Gracia.
La comida del Santo Voto consintió en que el ofrecimiento de una vaca por cada una de las 13 familias para celebrar una comida fraterna y dar de comer a los más necesitados compartiéndola con los habitantes de los pueblos cercanos que vinieran a pedir la intercesión de la Virgen de Gracia.

## Segundo Voto de 1486
En 1486 tuvo lugar un segundo brote de peste en la ciudad. Los descendientes de aquellas 13 familias volvieron a poner su confianza en el amparo de la Virgen de Gracia por medio de un Segundo Voto. El Consejo del Municipio realizó el Voto solemne de construir una ermita a la Virgen de Gracia presidida por una imagen que representara esta advocación. Los habitantes fueron en procesión hasta el lugar y a partir de ese momento la peste cesó por completo. De este modo Nuestra Señora de Gracia se convirtió en patrona y protectora de la ciudad de Puertollano, siendo su imagen venerada en la ermita que lleva su nombre. 

## Tradición en la actualidad

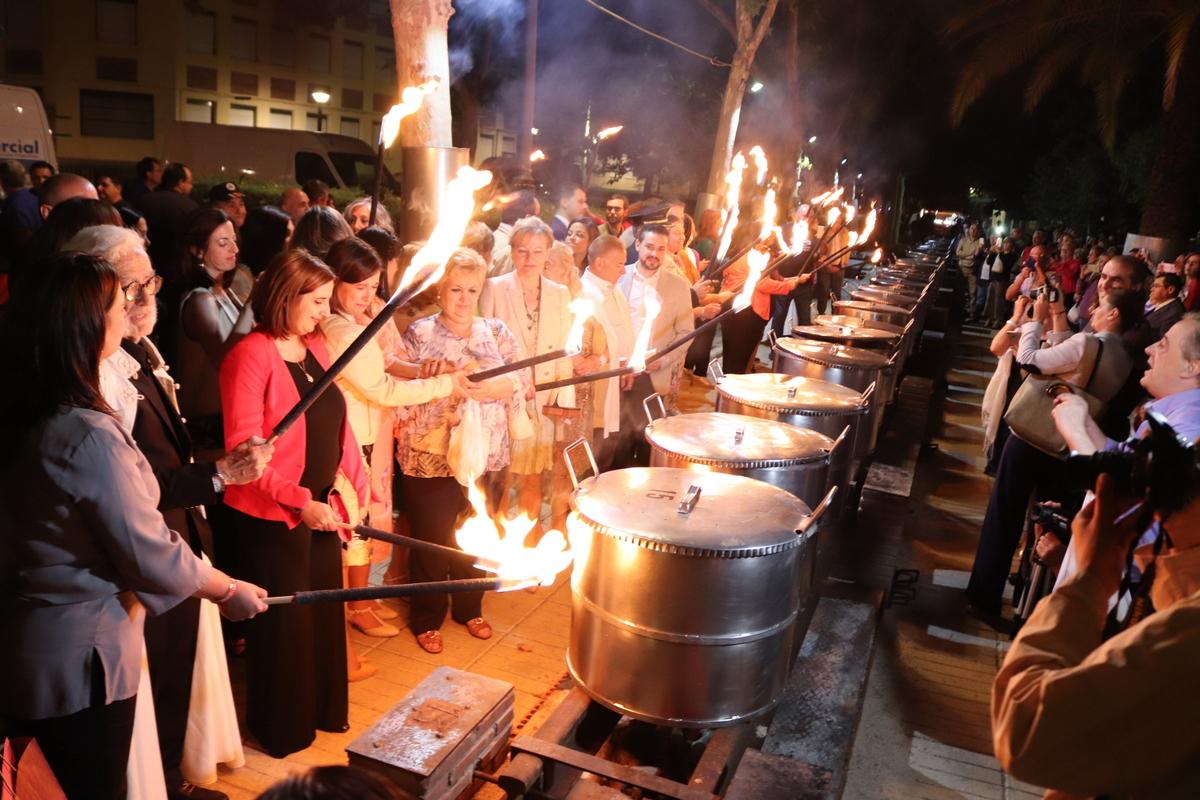
Encendido de hogueras en la fiesta del Santo Voto

El Santo Voto es la tradición más antigua de Puertollano, y se celebra cada año desde 1348. Actualmente, esta festividad comienza el miércoles anterior al Domingo de Pentecostés, día en el que el sacerdote de la parroquia de Nuestra Señora de Gracia bendice el pan que será repartido entre todos los ciudadanos que acudan a la glorieta situada al lado de la iglesia. Posteriormente tiene lugar el “paseo de la vaca”, un acto simbólico a modo de aviso que anuncia que pronto se iniciará el encendido de las hogueras que calentarán las calderas del guiso. En su origen, el paseo de la vaca tenía como objetivo recaudar dinero para poder sufragar los gastos de la celebración; sin embargo, actualmente no se realiza con ningún fin económico. A continuación comienza el Festival Musical acompañado de cantos folclóricos en la glorieta de la Virgen de Gracia, así como el mayo a la Virgen de Gracia: una canción dedica a la Patrona de Puertollano que simboliza la fe y la admiración del pueblo hacia la virgen. Por último ,cerca de la media noche, se encienden las hogueras para empezar a cocinar el puchero sagrado, que será bendecido y repartido el jueves para todos los ciudadanos que lo deseen.

## Bien de Interés Cultural Inmaterial
La fiesta del Santo Voto fue declarada el 12 de mayo de 2020 como Bien de Interés Cultural Inmaterial del Patrimonio Histórico Español (BIC), tras haber sido aprobado por el Gobierno de Castilla-La Mancha.